# Зубач Любомир Львович
Любоми́р Льво́вич Зу́бач (нар. 21 січня 1978, Львів) — український юрист і політик. Народний депутат України 8-го скликання. Член парламентської фракції Об'єднання «Самопоміч».

## Біографія
У 1994 році закінчив СШ № 28 з поглибленим вивченням німецької мови.
За освітою — юрист, у 1999 році закінчив юридичний факультет Львівського національного університету ім. І. Франка. Другу вищу освіту здобув у 2011 році, здобувши кваліфікацію магістра державного управління у Львівському регіональному інституті Національної академії державного управління при Президентові України.
Трудову діяльність розпочав у 1999 році, працюючи юрисконсультом на взуттєвій фабриці ТОВ «Підприємство Мальви Лтд».
З 2000 по 2002 — помічник адвоката в адвокатському об'єднанні "Адвокатська компанія «Павленко, Стаценко і Осінчук».
У 2002 році перейшов на роботу до «Інституту розвитку міста» на посаду керівника юридичного відділу.
Також працював радником голови правління ВАТ «Південьзахіделектромережбуд» (2003–04) та членом ради товариства ЗАТ «Телерадіокомпанія Люкс» (2005–2006).
У 2006 році продовжив трудову діяльність у Львівській міській раді. Спочатку працював радником міського голови (на громадських засадах), потім перейшов на посаду заступника начальника управління «Секретаріат ради», з 2007 року — начальник управління «Секретаріат ради».
Займався громадською діяльністю, починаючи зі студентських років. Входив до складу правління громадської організації «Молодь за реформи».
У 2004 році брав участь у створенні та діяльності громадського об'єднання «Самопоміч», входить до складу виконавчого комітету цієї партії. Також є членом Асоціації медіа-юристів Львівщини та Центру правового розвитку.
Одружений.